# Torella dei Lombardi

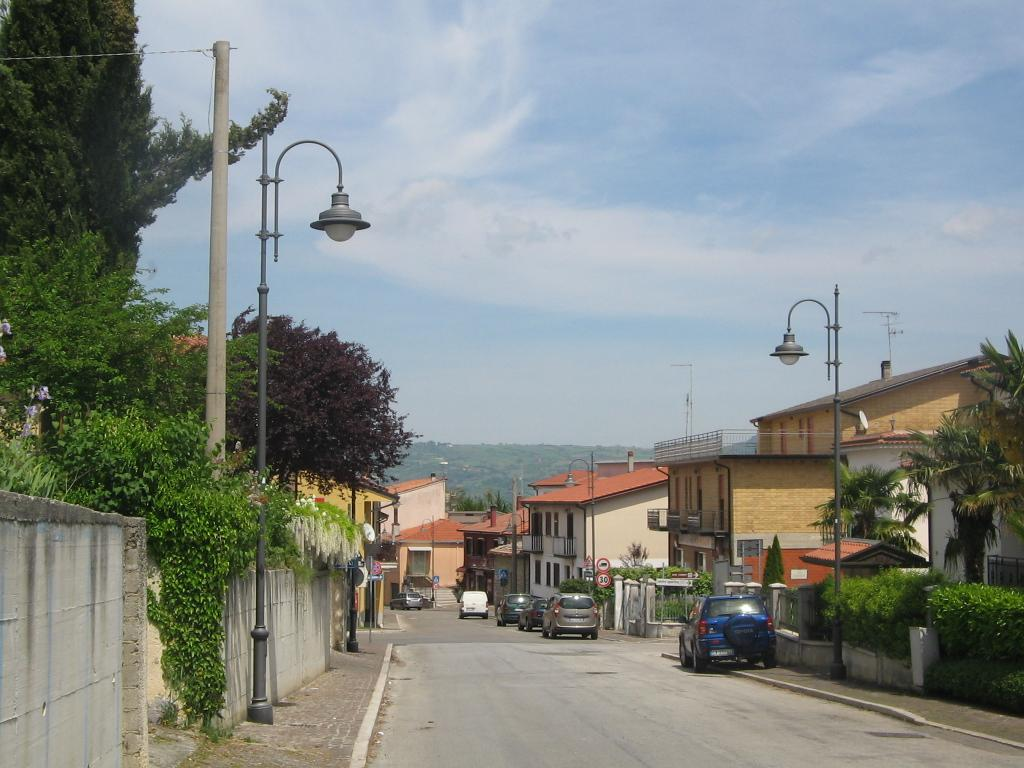
Blick auf Torella dei Lombardi, 2015

Torella dei Lombardi ist eine italienische Gemeinde mit 1959 Einwohnern (Stand 31. Dezember 2023) in der Provinz Avellino in der Region Kampanien. Der Ort ist Teil der Bergkommune Comunità Montana Alta Irpinia.

## Geografie
Die Nachbargemeinden sind Castelfranci, Nusco, Paternopoli, Sant’Angelo dei Lombardi und Villamaina. Die weiteren Ortsteile sind Aquara, Piano Marotta, San Vito und Ss. Giovanni e Paolo.

## Persönlichkeiten
- Giovanni Preziosi (1881–1945), faschistischer Politiker